# Conanthalictus caerulescens
Conanthalictus caerulescens är en biart som beskrevs av Timberlake 1961. Conanthalictus caerulescens ingår i släktet Conanthalictus och familjen vägbin. Inga underarter finns listade i Catalogue of Life.